# Amplitude de probabilidade
Em mecânica quântica, uma amplitude de probabilidade é um número complexo cujo módulo ao quadrado representa uma probabilidade ou densidade de probabilidade. Por exemplo, os valores tirados por uma função de onda normalizada ψ são amplitudes, uma vez que |ψ(x)|² dá a densidade de probabilidade na posição x. Amplitudes de probabilidade podem também corresponderem a probabilidades de resultados discretos. Foi uma hipótese apresentada pelo físico alemão Max Born, em julho de 1926.